# 筑後草野站
筑後草野站（日语：／ Chikugo-Kusano eki */?）是位於福岡縣久留米市草野町，九州旅客鐵道（JR九州）的久大本線車站。

## 車站構造

### 站房
木建單層站房一座，為第三代站房，建於1996年，以代替1994年因失火而被燒毀的第二代站房。重建費全由久留米市政府承擔，但是，由於新站房與當年仍存在的地方財政再建促進特別措置法第24條有所抵觸之嫌，當站房落成後，曾經是沒有掛上車站名稱，直至事件處理好後才補回。期間，站房以「草野町觀光會館」為名，也令到日後即使車站名牌可以重新掛上，但懸掛位置及字體都與「草野町觀光會館」所採用的不一致。
整個站房可分為三部份，中央部份為候車區域，附有兩層高及設有玻璃窗的樓底，右方設有兩排各三張獨立候車座椅，前方為開放式驗票口，車站入口及驗票口均設有趟門；左側原用作安置舊站房時代進駐的二手商品店，並設有房間，二手商品店結業後改為公共開放空間，原來的房間亦用作儲物室；其後方為男、女獨立式洗手間，亦有側門通往1號月台；右側則用作社區會堂之用。
而站房前為小型站前廣場，設有2排有蓋單車停泊處及私家車位，左側為花壇，設有裝飾用石刻，最左側甚至曾設有一個開放型簡易式洗手間，但於2014-15年左右已經被拆走，2020年代初再加設了矮圍欄。

### 月台
現時設有2個側式月台，兩端均採用Y形轉轍器，並設有安全側線，列車全靠左入站。兩個月台的長度都只有90米，相比其他車站都較短，有效長度為4輛。其中2號月台是因應1992年久大本線開設特急班次後，作為高速化工程而重新使用的，不過從環境因素（如月台設計，站外的道路與鐵路路基的配置等）而言，外側月台未重用前有可能原為島式月台，但無法證實。
各月台都設有1座有蓋候車亭，並配置了兩張四獨立座椅的塑膠候車座位。月台之間以橫跨兩條路軌的平交道所連接，皆為無障礙斜道，設於向日田方向的月台末端。至於繼電所的設施，則全置於2號月台的後方。
| 月台 | 路線      | 上下行 | 方向                                  |
| ---- | --------- | ------ | ------------------------------------- |
| 1    | ■久大本線 | 下行   | 筑後吉井、浮羽、日田、大分方向        |
| 2    | ■久大本線 | 上行   | 久留米、經■鹿兒島本線往鳥栖、博多方向 |

#### 第二代站房

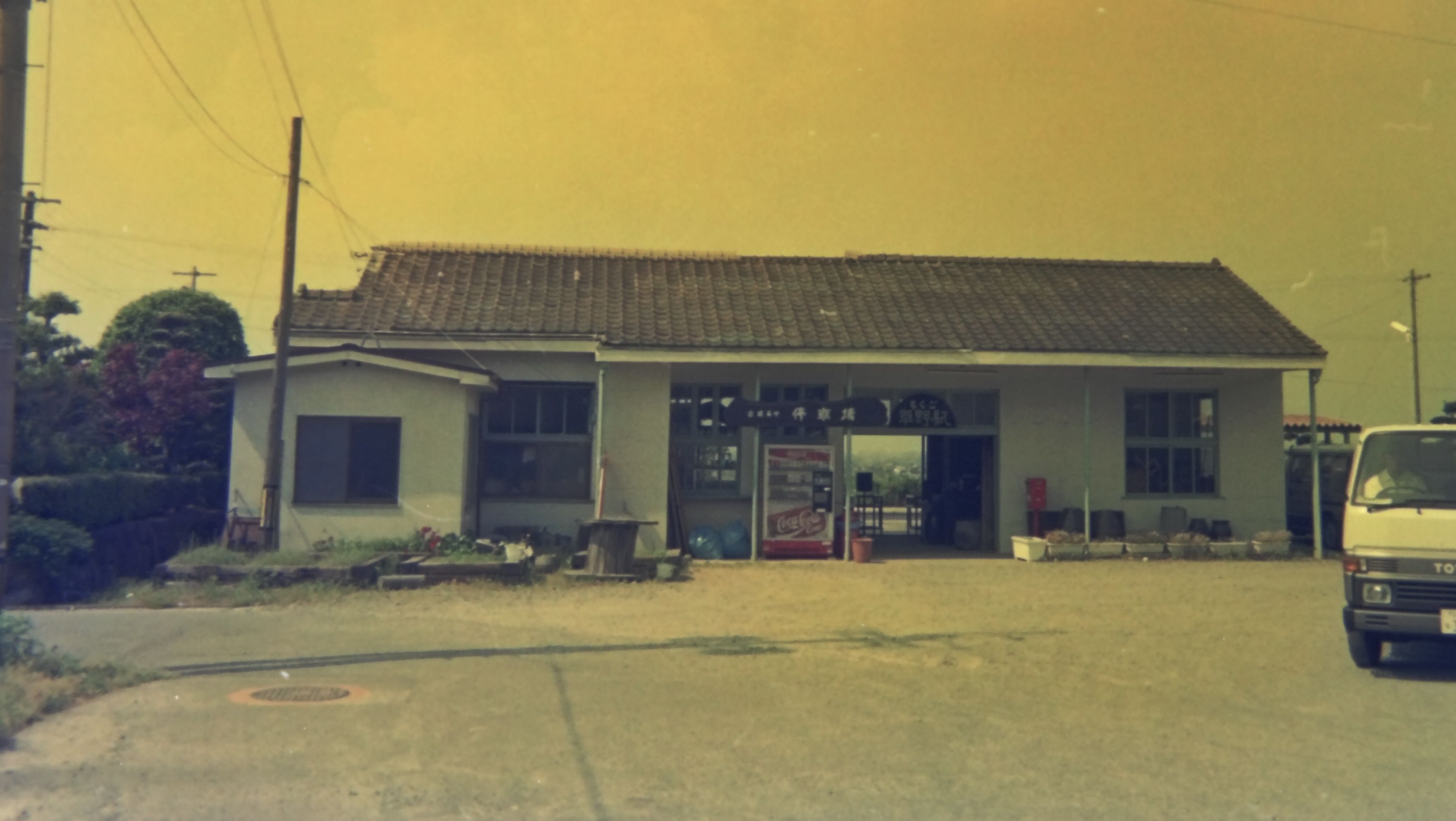
第二代站房（1993年）

建於1945年，同樣為木建單層站房一座，是因應第一代站房因受白蟻所破壞而要拆卸重建。站房中央並沒有如現站房設有兩層高的天井配置。車站出入口及驗票口同樣位於站房中,央，候車大堂位於站房右側，左側為原站務室、售票櫃位及員工留宿處，1970年，日本國鐵把站房與相關的土地轉售給草野町商工振興會後，便成為了地方自治體的資產。為活用站房，1992年時安排讓一家二手品商店進駐，但不足兩年，於1994年6月7日凌晨，站舍發生不明火警，導致站房被燒毀，事後也被拆去。

## 歷史
- 1928年12月24日：鐵道省久大線久留米至筑後吉井之間開通，此站啟用[6][2][7]。由於常磐線和福知山線已經有「草野站」，因此冠上令制國「筑後」以作識別。
- 1945年：初代站房因受白蟻蛀害而需要拆卸重建[8]。
- 1963年2月1日：取消貨物提取[9]。
- 1971年2月20日：取消手提行李提取服務[10]，並降為無人站[11]。
- 1972年5月：站房及相關土地由草野町商工振興會購入[12]，車票事務委託化。
- 1987年4月1日：隨國鐵分割民營化，車站由九州旅客鐵道（JR九州）營運[2][13][14][15]。
- 1989年4月1日：再度改為無人車站[16]。
- 1992年：

- 6月：站房內的二手商品店開業。
- 7月15日：重置列車交會設備，重用舊月台。

- 1994年6月7日：上午2時10分，站房被縱火燒毀[12][16]。
- 1996年11月上旬：站房重建[18]。

## 使用狀況
《久留米市統計書》自2017年度起已不再有本站的乘車人數統計，而JR九州自2016年度起只公佈最多使用量的首300個車站後，本站於2016-19年度起因每天平均使用人數超過100人，雖然未有顯示實質人數，但會在排行榜後以「超過100人」的附錄形式收錄，惟自2020年度起，因使用量少於100人，因此連「以附錄形式收錄」的情況也沒有。
| 年度 | 一日平均 乘車人次 | 參考資料              |
| ---- | ----------------- | --------------------- |
| 2016 | >100（120）       | [ 統計 1 ] [ 統計 2 ] |
| 2017 | >100              | [ 統計 3 ]            |
| 2018 | >100              | [ 統計 4 ]            |
| 2019 | >100              | [ 統計 5 ]            |
| 2020 | <100              | [ 統計 6 ]            |
| 2021 | <100              | [ 統計 7 ]            |
| 2022 | <100              | [ 統計 8 ]            |
| 2023 | <100              | [ 統計 9 ]            |

## 周邊
車站附近設有舊草野町的代表建築物，包括原為舊草野銀行本店、現改作久留米市立草野歷史資料館（也是草野町商工振興會的會址）；不遠處有山邊道文化館，該處原為舊中野醫院診療等與倉庫，兩者都評為國家登錄有形文化財。

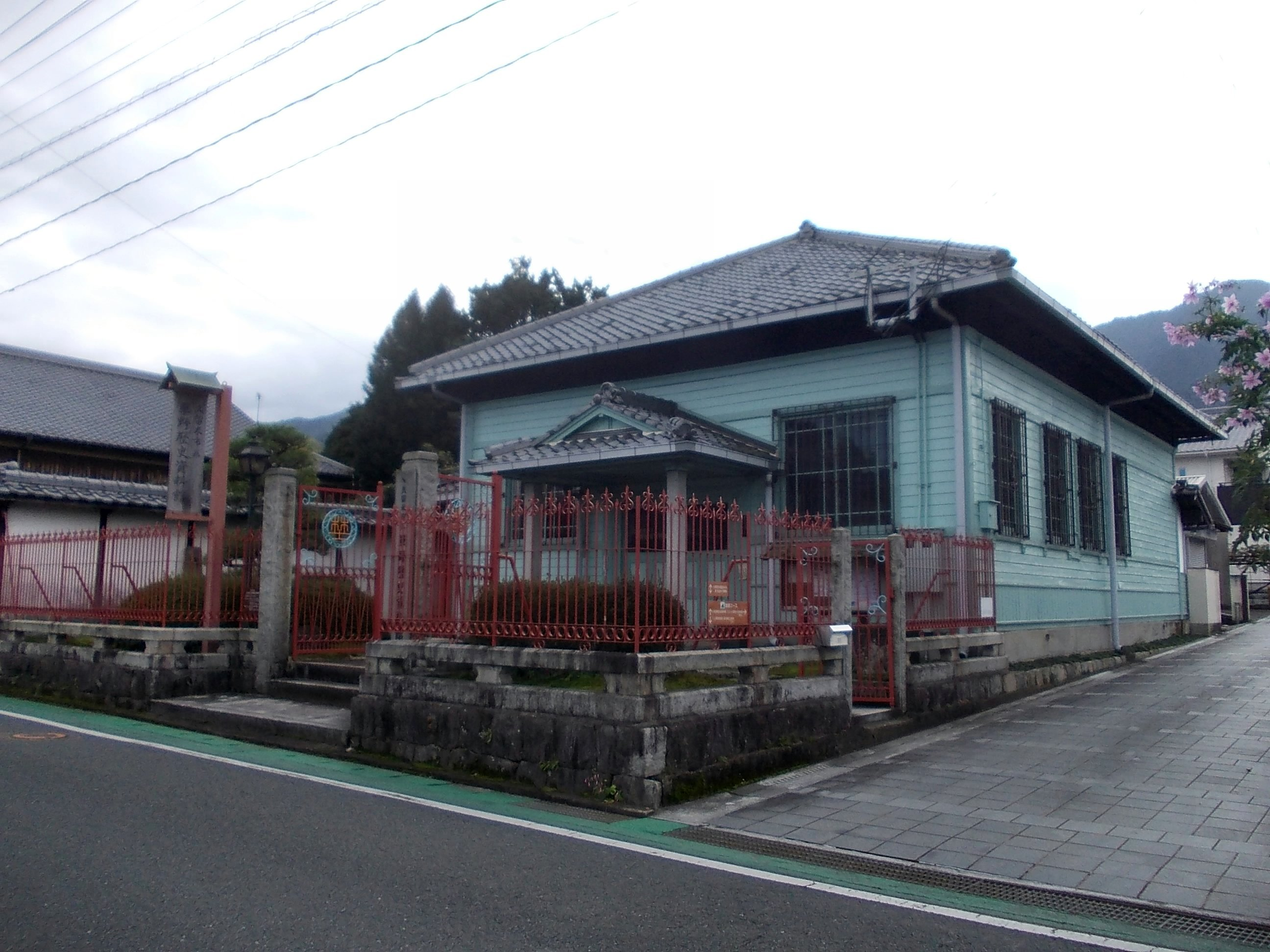
久留米市立草野歷史資料館
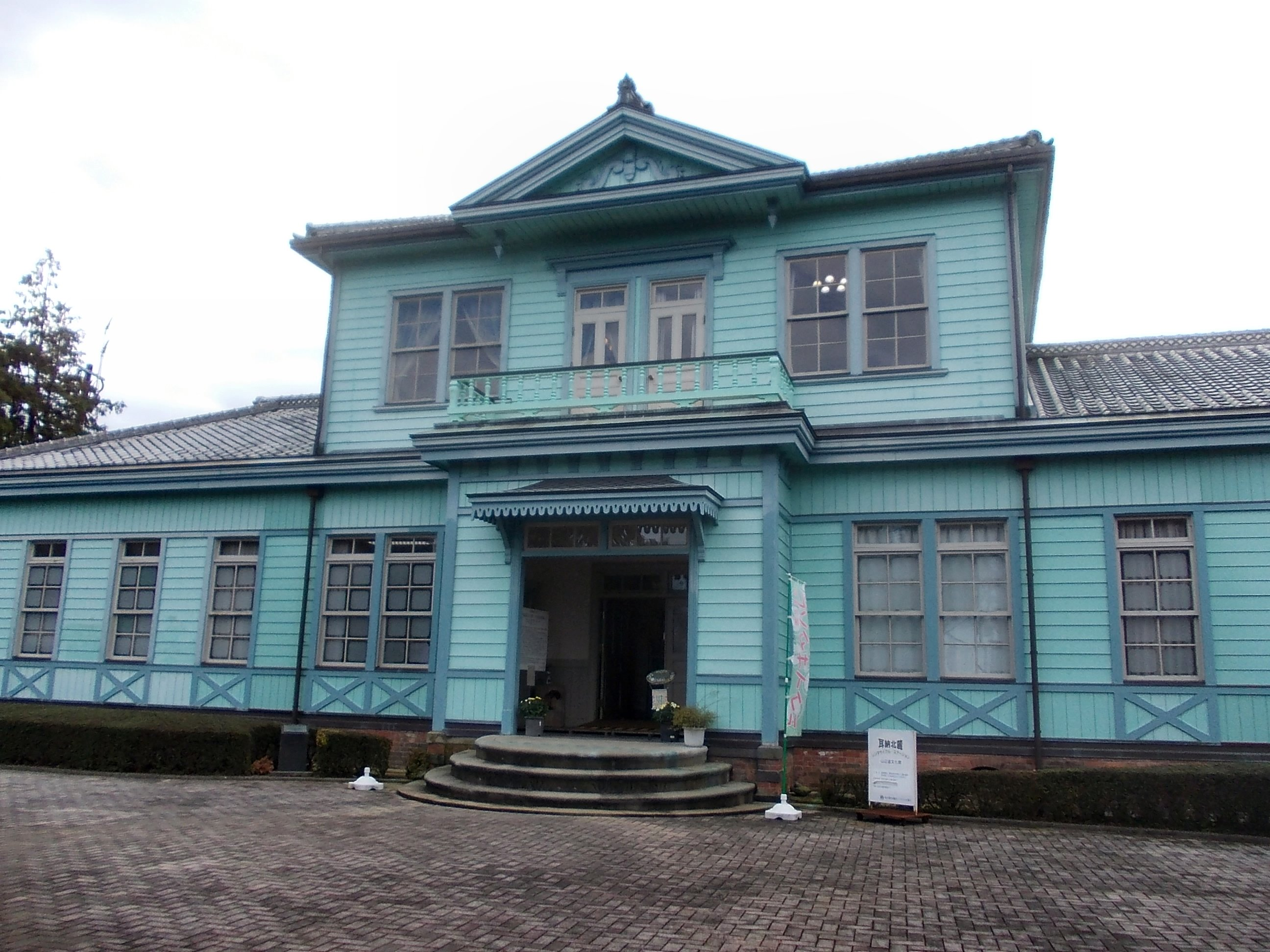
山邊道文化館

## 相鄰車站
九州旅客鐵道
■久大本線
■觀光特急「金八·一六」、特急「由布」、「由布院之森」
通過
■普通
善導寺－筑後草野－田主丸

### 統計資料
1. ↑   (PDF). 九州旅客鉄道. 2017-07-31  [2017-08-02]. （原始内容 (PDF)存档于2017-08-01）.
2. ↑  來自令和2年版久留米市統計書 （運輸・通信）「JR九州各駅の乗降車人員数」。
3. ↑   (PDF). 九州旅客鉄道.   [2019-05-20]. （原始内容 (PDF)存档于2018-07-17）.
4. ↑   (PDF). 九州旅客鉄道.   [2019-07-27]. （原始内容存档 (PDF)于2019-07-12）.
5. ↑   (PDF). 九州旅客鉄道.   [2020-12-26]. （原始内容存档 (PDF)于2020-11-24）.
6. ↑   (PDF). 九州旅客鉄道.   [2021-09-15]. （原始内容存档 (PDF)于2022-02-27）.
7. ↑   (PDF). 九州旅客鉄道.   [2022-08-26]. （原始内容 (PDF)存档于2022-08-26） （日语）.
8. ↑   (PDF).   [2024-12-30]. （原始内容存档 (PDF)于2023-09-06）.
9. ↑  駅別乗車人員上位300駅（2023年度） （页面存档备份，存于），JR九州。

## 外部連結
- JR九州筑後草野站